# Romundina
 (avril 2017).
Genre
Romundina est un genre fossile de placodermes, ayant vécu au Lochkovien, premier étage géologique du Dévonien inférieur, il y a environ entre 419 et 411 Ma (millions d'années) dans l'actuel archipel arctique canadien. Le genre a été décrit en 1975 par le paléontologue suédois Tor Ørvig (d) et nommé en l'honneur du géologue canadien Raymond Thorsteinsson. Une seule espèce est connue, Romundina stellina.

## Anatomie
En 2007, un crâne quasi complet de 1,2 centimètre, découvert en 1995 par le paléontologue Daniel Goujet sur l'île du Prince-de-Galles, fut passé au scanner à rayons X par l'université d'Uppsala (Suède) pour en étudier la structure interne. L'étude de la reconstitution numérique, ainsi que du crâne, montre que Romundina possédait des caractères présents chez les Gnathostomes, tels une bouche articulée et équipée d'une mâchoire, la présence de deux narines, une oreille interne sophistiquée et une hypophyse séparée des narines. L'étude suggère également que les nerfs de Romundina étaient entourés d'une gaine de myéline.
L'étude montre que Romundina possédait des caractères présents uniquement chez les cyclostomes (myxines et lamproies), comme une capsule rostro-nasale, une plateforme osseuse à l'avant du crâne, similaire à la lèvre supérieur des lamproies, une proximité entre les narines et l'hypophyse, et des narines situées entre les yeux.
Cette mosaïque de caractères font de Romundina un fossile-clef permettant d'expliquer l'évolution de la face des vertébrés.

## Position phylogénique
```
─o 
Vertébrés

 ├─o 
Myxines

 └─o
   ├─o 
Lamproies

   └─o
     ├─o 
Shuyu
 †
     └─o 
Gnathostomes

       ├─o 
Romundina
 †          |
       └─o                      | 
Placodermes

         ├─o 
Kujdanowiaspis
 †   |
         └─o
           ├─o 
Chondrichtyens

           └─o 
Ostéichtyens
```

légende : † — éteint —